# Verdrag van Outreau
Het Verdrag van Outreau, ook wel van Boulogne, werd op 24 maart 1550 gesloten tussen Frankrijk en Engeland in het fort Outreau. Het beëindigde een oorlog die begonnen was op 8 augustus 1549. In het verdrag werden twee geschillen beslecht: Boulogne en Schotland. Koning Hendrik II van Frankrijk kreeg Boulogne terug (wat feitelijk al had moeten gebeuren door het Verdrag van Ardres) en koning Edward VI gaf zijn veroveringen in Schotland op. Dit was een bedekte erkenning van de Franse belangen in Schotland. In ruil kreeg Edward 400.000 écu en de hand van de koningsdochter Elisabeth van Frankrijk. Het verdrag werd op 18 april 1550 bekrachtigd door James Hamilton, graaf van Arran en regent van Schotland. Op 25 april overhandigde de Engelse gouverneur de sleutels van Boulogne aan de Fransen.